# Chaparralvliegenpikker
De Chaparralvliegenpikker (Camptostoma imberbe) is een zangvogel uit de familie Tyrannidae (tirannen).

## Verspreiding en leefgebied
Deze soort komt voor van het zuidwesten van de Verenigde Staten tot het noordwesten van Costa Rica.

## Status
De grootte van de populatie is in 2019 geschat op 2 miljoen volwassen vogels. Op de Rode lijst van de IUCN heeft deze soort de status niet bedreigd.